# 石川人成
石川 人成（いしかわ の ひとなり）は、奈良時代の貴族。従三位・石川石足の子。官位は従五位上・民部大輔。

## 経歴
天平勝宝3年（751年）従五位下に叙爵。淳仁朝にて、節部少輔/大輔・仁部少輔・信部大輔を歴任。この間の天平宝字6年（762年）従五位上に叙せられている。
天平宝字8年（764年）4月に武蔵守として地方官に転じたためか、同年9月の藤原仲麻呂の乱での動静は伝わらない。称徳朝の神護景雲2年（768年）民部大輔に任ぜられ、京官に復している。

## 官歴
『続日本紀』による。
- 時期不詳：正六位上
- 天平勝宝3年（751年） 正月25日：従五位下
- 天平宝字3年（759年） 5月17日：節部少輔
- 天平宝字4年（760年） 2月20日：仁部少輔
- 天平宝字5年（761年） 10月1日：節部大輔
- 天平宝字6年（762年） 正月4日：従五位上
- 天平宝字7年（763年） 4月14日：信部大輔
- 天平宝字8年（764年） 4月11日：武蔵守
- 神護景雲2年（768年） 2月18日：民部大輔

## 系譜
- 父：石川石足[1]
- 母：不詳
- 妻：不詳
  - 男子：石川道益[1]